# Conchomyces bursiformis
Conchomyces bursiformis är en svampart som först beskrevs av Miles Joseph Berkeley, och fick sitt nu gällande namn av E. Horak 1981. Conchomyces bursiformis ingår i släktet Conchomyces och familjen Tricholomataceae.   Inga underarter finns listade i Catalogue of Life.